# Stenocercus pectinatus
La lagartija espinosa (Stenocercus pectinatus) es una especie de lagarto del género Stenocercus. Este saurio habita en el centro de la Argentina.

## Distribución
Es un saurio endémico de la Argentina, donde se distribuye en las provincias de: Buenos Aires, Córdoba, La Pampa, Río Negro, San Luis y  Santa Fe. Registros publicados anteriormente para otras provincias (Mendoza, Santa Cruz y Chubut) son muy dudosos, además, tampoco cuentan con ejemplares en ningún museo de esos orígenes ni de Brasil. Tampoco hay registros del Uruguay.

## Hábitat y hábitos
Habita en variados ambientes: lomas asoleadas cubiertas de pasto corto y trozos de tosca en ambientes de vizcacherales, en ambientes de médanos fijados con pastizales ralos, en sierras, en biotopos rocosos entre las piedras y cerca de arbustos y matas de yerba de la perdiz —los que emplea para ocultarse en caso de peligro—.
Es un saurio diurno y de dieta insectívora, citándose tucuras. Es predada por el zorro gris, lechucitas de las vizcacheras, caranchos, chimangos, bandurrias, etc.
Su reproducción es ovípara. Para el mes de noviembre pone huevos blancos, de 17 mm de largo por 9 mm de ancho.

## Taxonomía
Stenocercus pectinatus fue descrita originalmente en el año 1835 por los zoólogos franceses André Marie Constant Duméril y Gabriel Bibron.
Ejemplar tipo
El ejemplar holotipo es el asignado con el código ANSP 8546, empleado para la descripción de Proctotretus splendidus. Los ejemplares sintipos son: MNHN 6868 y 6868ª.
Localidad tipo
La localidad tipo según los descriptores es: “Chili”, coleccionada por Claudio Gay y Alcide d'Orbigny, lo que parece ser un error. En 1843 Thomas Bell la señala para Puerto Deseado y para cerca de la actual Bahía Blanca, según las capturas de Charles Darwin.

## Características
Stenocercus pectinatus es un lagarto pequeño, los machos miden hasta 130 mm y las hembras hasta 158 mm. Las escamas dorsales son fuertemente aquilladas y terminan en una espina; como contraste, las ventrales son lisas. La cola es ancha, adelgazándose bruscamente en el sector final. Su patrón cromático es característico: posee una tonalidad general verdosa que bordea las grandes manchas oscuras dorsales ordenadas en 3 hileras, entre líneas longitudinales claras. Presenta manchas verdes en la concavidad anterior de las dorsales, al igual que en la cabeza —aunque difusas—. Los machos jóvenes poseen una garganta algo bronceada, la que pasa a fuertemente naranja en la adultez, mientras que las hembras de todas las edades la tienen de color claro.

## Conservación
En una clasificación del año 2012 esta lagartija fue categorizada como "No Amenazada", si bien poblaciones de algunas regiones sufren retrocesos numéricos importantes, por ejemplo las que habitan en el cordón de dunas costeras bonaerenses.